# 39 î.Hr.

## Nașteri
- 25 decembrie: Cleopatra VIII Selene  (d. 5)